# Tatsunosuke Kanda
Pour les articles homonymes, voir Kanda.
Tatsunosuke Kanda est un  joueur de shogi japonais né le 22 février 1893 et mort le 6 septembre 1943. Il reçut le grade de neuvième dan à titre posthume. Un an avant sa mort, il disputa un match pour le titre de Meijin (« grand maître ») du shogi après avoir remporté le tournoi de désignation du challengeur du Meijin.

## Biographie
En 1929, à la surprise générale, Kinjiro Sekine, âgé de 60 ans, déclara qu'il abolirait la tradition des Meijin à vie et abandonnerait son titre de Meijin à vie. En 1935, il publia son projet de décerner le titre de Meijin chaque année à l'issue d'un tournoi organisé en 1935-1937 entre les joueurs ayant le grade de huitième dan.
En juin 1935, après une victoire dans un tournoi, Tatsunosuke Kanda fut promu au grade de huitième dan par la ligue de shogi du Kansai en prétendant avoir  obtenu l'accord tacite de l'Association de shogi de Tokyo. Mais cette dernière refusa d'accepter la promotion de Kanda ce qui déclencha une polémique. De nombreux joueurs favorables à cette promotion, dont Chotaro Hanada (huitième dan) et Kingorou Kaneko, se retirèrent de la fédération japonaise de shogi  (créée en 1927) pour fonder l'Association pour la réforme du shogi. Après un an de division, une réconciliation fut conclue en juin 1936 et une nouvelle organisation fut créée : la Shogi Taisekai.
En 1937, Kanda finit quatrième du premier tournoi Meijin. En 1938, il finit à la troisième place du deuxième tournoi Meijin.
Kanda remporta le tournoi de sélection pour le tournoi de Meijin 1942 et perdit la finale 0 à 4 contre Yoshio Kimura en juillet 1942.